# Gálle
Gálle (szingaléz nyelven: ගාල්ල, régebbi nevén: Point de Galle) város Srí Lankán, Colombótól kb. 100 km-re délre, a szigetország délnyugati pontján. Az ország Déli Tartományának a székhelye. Lakossága 99 ezer fő volt 2011-ben.
Régi gyarmati város egy sziklás földnyelven, az Indiai-óceán partján. Óvárosa és erődítménye az UNESCO kulturális világörökségének része.

## Történelem
Bár bizonyíték nincs rá, egyes történészek több utalásból úgy hiszik, hogy Gálle a bibliai Tarsisszal azonos. A település története az ókorba nyúlik vissza. A perzsák, görögök, arabok, rómaiak, malájok, kínaiak jártak ide kereskedni. Elsősorban a drágakövek, az elefántcsont és a fűszerek érdekelték őket.
A középkorban a gyarmatosítók megérkezése előtt a terület hosszú ideig a Kandy Királysághoz tartozott. Egy fallal körülvett kikötőt a portugálok alapítottak itt 1600 körül. Majd 1643-ban a hollandok foglalták el és egy erődöt emeltek, amely ma is látható. A 18. század végére a város teljesen holland jelleget kapott. Gálle az angol gyarmatosítás idején is fontos kereskedőváros maradt, de 1870-től, a colombói kikötő megépülésével jelentősége fokozatosan csökkent.
Napjainkban Galléban sok pompás, gyarmati stílusban készült épület maradt meg. A város környéki tengerparton több kellemes strand található.

## Éghajlat
Éghajlata egyenlítői, az évi hőingadozás 1-2 fok, a napi hőingadozás a nappalok és éjszakák között 4-7 fok.
| Hónap                         | Jan. | Feb. | Már. | Ápr. | Máj. | Jún. | Júl. | Aug. | Szep. | Okt. | Nov. | Dec. | Év   |
| ----------------------------- | ---- | ---- | ---- | ---- | ---- | ---- | ---- | ---- | ----- | ---- | ---- | ---- | ---- |
| Átlagos max. hőmérséklet (°C) | 30,0 | 30,0 | 31,0 | 31,0 | 30,0 | 30,0 | 29,0 | 29,0 | 29,0  | 30,0 | 30,0 | 30,0 | 29,9 |
| Átlagos min. hőmérséklet (°C) | 23,0 | 24,0 | 24,0 | 25,0 | 26,0 | 25,0 | 25,0 | 25,0 | 25,0  | 25,0 | 24,0 | 23,0 | 24,5 |
| Átl. csapadékmennyiség (mm)   | 78   | 74   | 120  | 234  | 290  | 140  | 150  | 160  | 240   | 270  | 344  | 225  | 2325 |
| Forrás:                       |      |      |      |      |      |      |      |      |       |      |      |      |      |

## Sport
A településen található a Lanka Premier League (LPL) nevű Húsz20-as krikettbajnokság egyik klubjának, a Galle Marvelsnek a székhelye.

## Képek

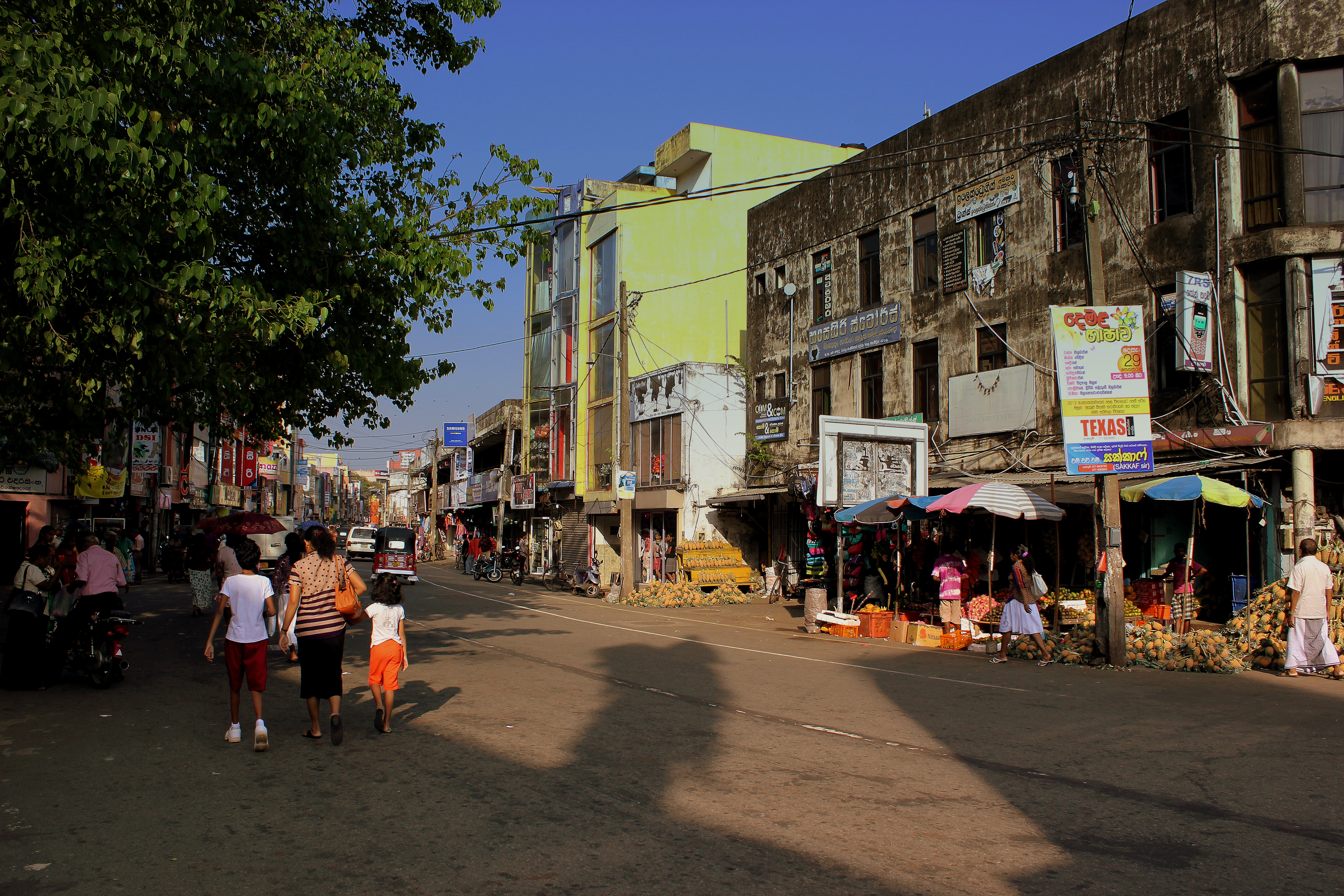
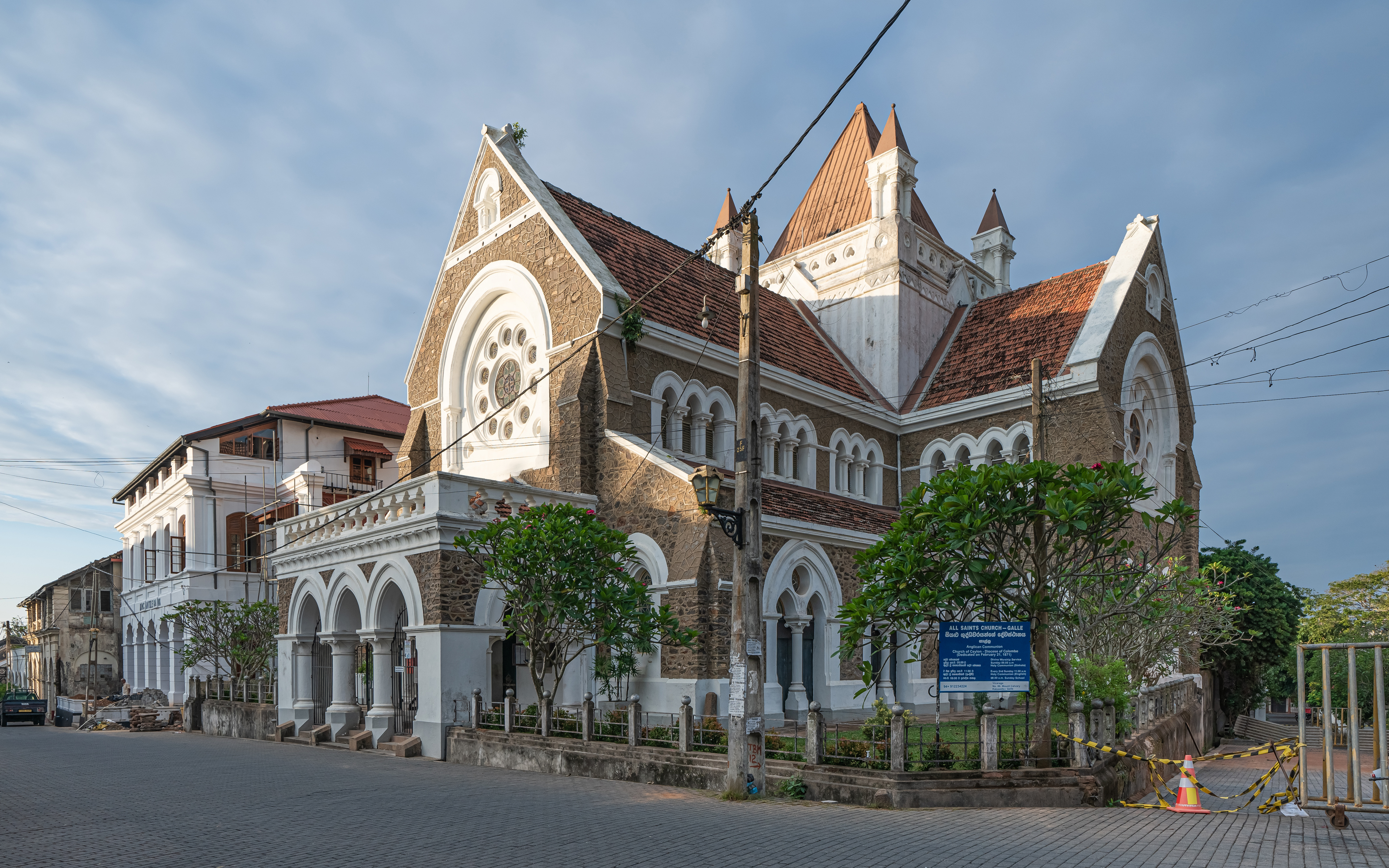
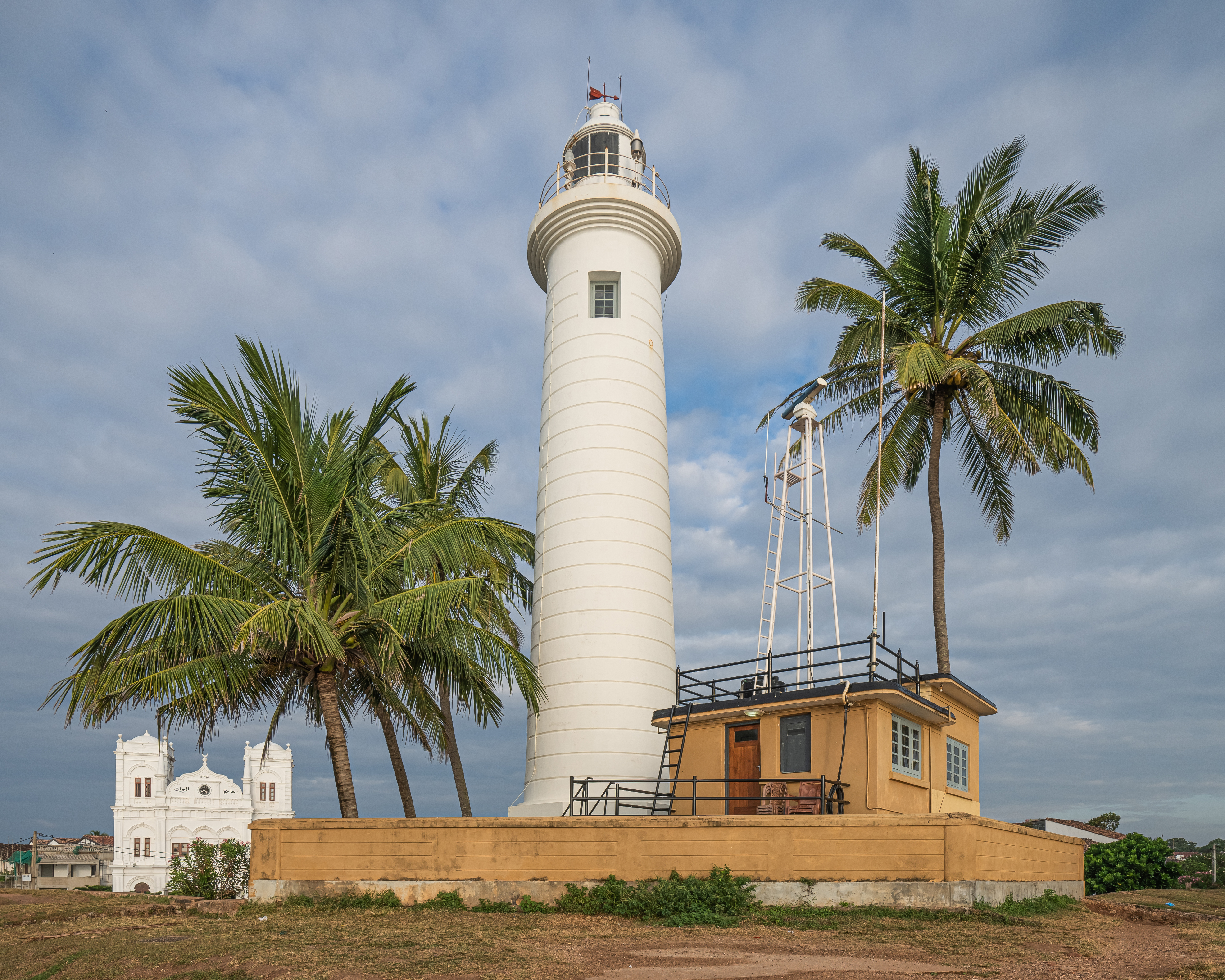
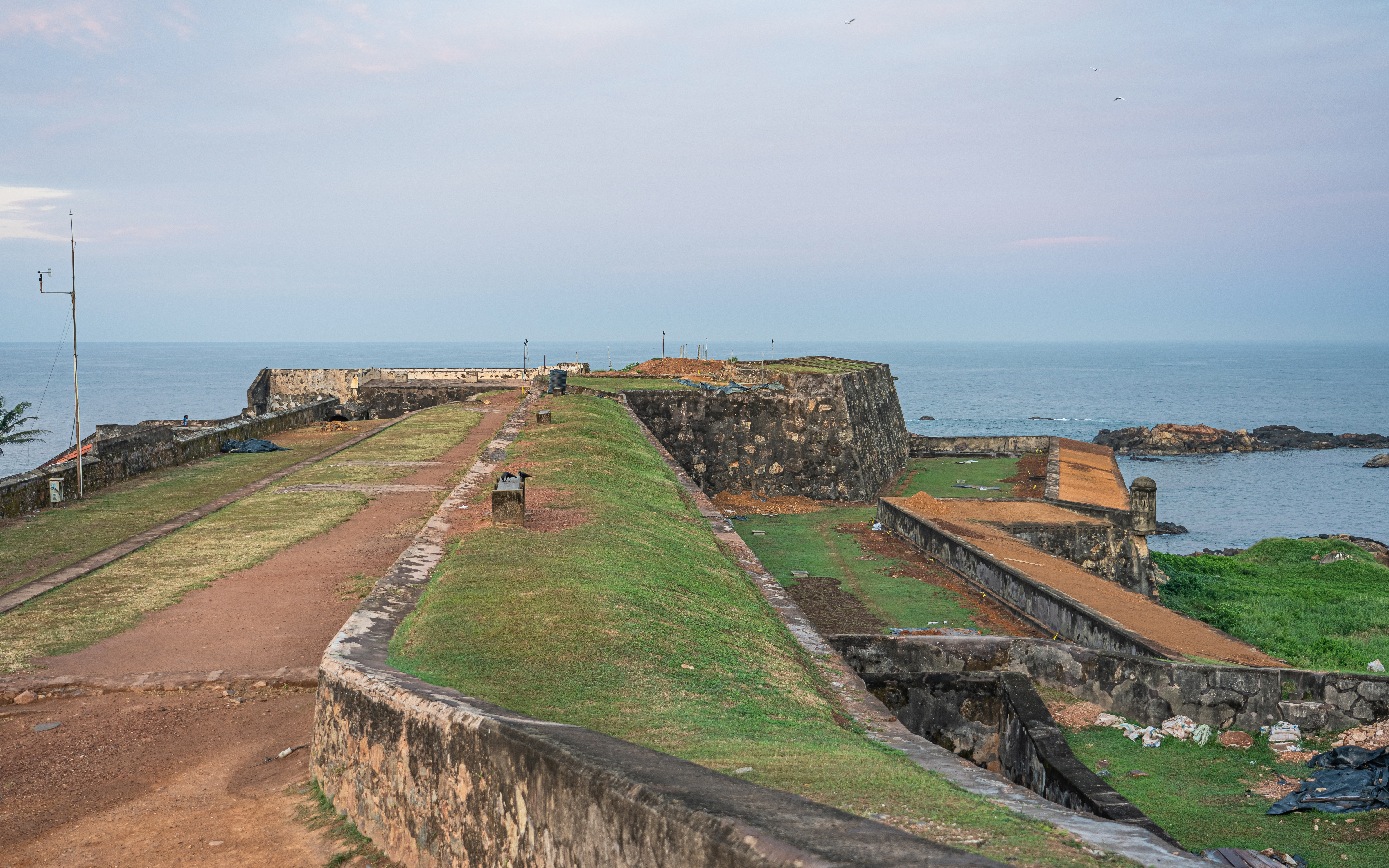